# Голос Тараса
«Голос Тараса» — советский короткометражный фильм 1940 года об освобождении Западной Украины.

## Сюжет
Сентябрь 1939 года, провинциальный городок Западной Украины, являющейся частью Польши. В одной из гимназий готовится концерт учащихся. Гимназист Михас Корыбко, украинец, сын уборщицы, под влиянием революционно настроенной учительницы польки Крыжановской решает прочесть на вечере стихи Тараса Шевченко. На концерте среди приглашённых гостей оказывается много украинцев, и выступление Михаса встречает бурное одобрение. Власти и дирекция гимназии решают наказать Михаса и учительницу Крыжановскую, и помещают их в карцер. Но дни панской Польши сочтены — советские войска берут под свою защиту братский народ, освобождая от панов Западную Украину, и теперь стихи Тараса Шевченко могут звучать свободно.

## В ролях
- Борис Петкер — Шевчук, директор гимназии
- Елена Карякина — пани Корыбко
- Ксения Тарасова — пани Крыжановская, учительница
- Николай Соснин — староста
- Анатолий Кузнецов — Гуммель
- Володя Шитенков — Петька Маремуха
- Толя Цыганков — Михас Корыбко
- Игорь Дмитриев — польский гимназист
- Владимир Васильев — Масляк
- Фёдор Федоровский — танкист

## Литературная основа
Сценарий написан писателем Владимиром Беляевым по его рассказу «Голос Тараса», впервые опубликованном в 1939 году, затем вошедшим эпизодом в повесть «Старая крепость».
Но события рассказа происходят двадцатью годами ранее: в гимназии города Каменец-Подольский — центре Украинской Народной Республики, на торжественном вечере на котором присутствует Петлюра, состоящий в союзе с польским маршалом Пилсудским, один из гимназистов читает стихи Тараса Шевченко, за что его сажают в карцер. По словам автора рассказ имеет реальную основу:

Оба эти рассказа, и «Голос Тараса» и «Первое оружие», навеяны тем, что мне довелось пережить самому в грозные годы гражданской войны в старинном украинском городке Каменец-Подольске. Так вот мы учились, так жили, а зачастую и воевали, как могли, с врагами революции, помогая взрослым.— Владимир Беляев